# Маурицио Гучи
Маурицио Гучи (на италиански: Maurizio Gucci; 26 септември 1948, Флоренция, Италия – 27 март 1995, Милано, Италия) е италиански предприемач, президент на Модна къща „Гучи“ от 1983 до 1993 г. Убит е по нареждане на бившата си съпруга Патриция Реджани.

## Биография
Маурицио е единствено дете на Родолфо Гучи с псевдоним Маурицио Д'Анкона (16 юли 1912 - 15 май 1983) – италиански актьор и предприемач, и Александра Винкелхаузер Рати с псевдоним Сандра Равел (16 януари 1910 - 13 август 1954) – италианска актриса от немско-швейцарски произход. Внук е на Гучо Гучи – основател на Модна къща „Гучи“.
Завършва право в Католическия университет на Светото сърце в Милано. През 1972 г. се мести в Ню Йорк, за да работи за „Гучи“ с чичо си Алдо Гучи. В началото на 80-те години живее в луксозен мезонет в Олимпийската кула, подарен му от баща му.
През 1982 г. се завръща в Милано, а през 1983 г. започва съдебна война срещу чичо си за контрол над „Гучи“, след като става мажоритарен акционер в компанията след смъртта на баща си през 1983 г. Той също така наследява активи от над 800 млрд. италиански лири (еквивалентни на приблизително 1,3 млрд. евро днес). По време на президентството си той избира три ключови личности за бъдещето на Гучи: Доменико Де Соле, нает като мениджър през 1984 г., Доон Мело, наета през 1989 г. като издателка и дизайнерка на prêt-à-porter, и Том Форд през 1990 г.
През 1986 г. бяга в Швейцария, за да избегне съдебно преследване, след като чичо му Алдо, търсейки отмъщение, го обвинява, че е фалшифицирал подписа на баща си, за да избегне плащането на данъци върху наследството. Първоначално е признат за виновен, но по-късно е оправдан. През 1988 г. 47,8% от акциите на Гучи са продадени на базирания в Бахрейн инвестиционен фонд Инвесткорп.
Маурицио Гучи става председател на група „Гучи“ през 1989 г. От 1991 до 1993 г. финансите на Гучи са на червено. Той е обвинен в харченето на екстравагантни суми пари за централата на компанията във Флоренция и в Милано. Той продължи да продава останалите си акции в „Гучи“ през 1993 г. за 170 млн. долара на Инвесткорп – компания на Немир Кирдар, слагайки край на асоциацията на сем. Гучи с компанията.
На 27 март 1995 г. Маурицио Гучи е убит на 46-годишна възраст от Бенедето Черауло в портиерната на сградата, където се намират офисите на една от неговите компании. Погребението е в църквата „Сан Карло ал Корсо“ в Милано на 4 април 1995 г. През 1997 г. Патриция Реджани, бившата съпруга на Маурицио, е идентифицирана като подбудителка на убийството. Реджани и Черауло, както и още трима съучастници, са арестувани през 1997 г. и са пратени в затвора. Според прокурорите мотивите на Реджани са смесица от ревност, пари и негодувание към бившия ѝ съпруг. Тя е осъдена на 29 години затвор, но излежава 18 и е освободена през октомври 2016 г.

## Личен живот
През 1970 г. Маурицио Гучи среща Патриция Реджани (род. на 2 декември 1948 г.) на парти. Реджани израства в бедно семейство и не познава баща си. Когато е на 12 г., майка ѝ се омъжва за богат италиански предприемач, който я осиновява.
Гучи и Реджани се женят на 28 октомври 1972 г. в църквата „Сан Сеполкро“ в Милано въпреки съпротивата на баща му Родолфо, който първоначално не одобрява брака им, наричайки Патриция „социална катерачка, която не мисли за нищо друго освен за пари“. Имат две дъщери заедно: Алесандра (род. на 28 юни 1976 г.) и Алегра (род. на 27 януари 1981 г.).
На 21 март 1985 г. Маурицио казва на съпругата си Патриция, че отива на кратко бизнес пътуване до Флоренция. На 22 март той праща приятел да ѝ каже, че няма да се върне и че бракът им е приключил. Двамата се смятат за разделени. През 1994 г. двамата официално се развеждат и като част от споразумението Реджани трябва да получи еквивалента на годишна сума от 1 млрд. лири.
От 1984 до 1990 г. Гучи има връзка с Шери Маклафлин Лaуд (р. 1958 г.) – американски модел от Ориндж, Кънектикът. Двамата се срещат в Порто Черво в Сардиния по време на Световното първенство в клас 12 метра за предстоящата Купа на Америка през 1987 г., след като Маклафлин Лaуд се присъединява към ветроходния екипаж на Маурицио за събитието, тренирайки и обучавайки другите членове на екипажа на Гучи. И двамата са женени по това време. Тя твърди, че Гучи напуска жена си през 1985 г. заради връзката си с нея. Маклафлин Лaуд се развежда със съпруга си през 1988 г. и Гучи ѝ наема апартамент в Ню Йорк. Той също ѝ плаща за редовни полети с Конкорд между САЩ и Лондон или Париж, за да го посети, и често я води в Сейнт Мориц, Швейцария, в черната си спортна кола Ферари. Тя си намира работа в Сотбис и се мести в Лондон, което улеснява виждането ѝ с Маурицио. Същата година той се принуждава да напусне останалите членове на семейството си от модната компания. Постепенно обаче драмата между Гучи и бившата му съпруга Патриция, както и постоянното пътуване между САЩ и Европа започват да тежат на Маклафлин Лaуд и през 1989 г. двамата прекратяват връзката си.
През 1990 г. Гучи започва да се среща с Паола Франки, негова приятелка от детството, която е присъствала на сватбата му с Патриция, след като двамата се срещат в частен клуб в Сейнт Мориц, Швейцария. И двамата са в нещастни бракове (Франки се развежда през 1991 г., а Маурицио – през 1994 г.).
През 2022 г. по-малката дъщеря на Маурицио, Алегра Гучи, издава книгата си „Край на игрите“ (на италиански: Fine del Giochi), в която говори за последиците от убийството на баща ѝ и за осъждането на майка ѝ.
Към 2022 г. Маурицио има трима внуци чрез дъщерите си Алесандра и Алегра, които се омъжват след смъртта му. Алесандра Гучи има един син от съпруга си и тримата живеят в Швейцария. Алегра Гучи се омъжва за Енрико Барбиери в Сейнт Мориц, Швейцария, на гражданска церемония на 24 ноември 2011 г. и след това на религиозна церемония на 20 декември 2011 г. Двойката има две малки деца.

## Културно влияние
- Франка Леозини, водеща на италианската телевизионна програма „Проклети истории“ (Storie maledette), интервюира Джузепина „Пина“ Ауриема (гледачка, с която се сближава Патриция по време на брака ѝ) през 2000 г. и Патриция Реджани през 2002 г.[33]
- През 2008 г. италианският сериал „Криминале“ (Delitti) се занимава със случая.
- През 2020 г. излиза „Лейди Гучи - историята на Патриция Реджани (Lady Gucci - La storia di Patrizia Reggiani), документален филм, излъчен по телевизионния канал Discovery+ Italia.[34]
- През 2021 г. излиза игралният филм „Домът на Гучи“, режисиран от Ридли Скот и базиран на книгата „Домът на Гучи: Сензационна история на убийство, лудост, блясък и алчност“ (House of Gucci: A Sensational Story of Murder, Madness, Glamour, and Greed) от Сара Гей Фордън.[35] Маурицио Гучи и Патриция Реджани са изиграни съответно от Адам Драйвър и Лейди Гага.[35] Сем. Гучи прави изявление за изобразяването на семейството и убийството: „Въпреки че филмът твърди, че разказва „истинската история“ на семейството, разказът е всичко друго, но не и точен, изобразяващ Алдо Гучи – президент на компанията в продължение на 30 години – и други членове на семейство Гучи, които са били главни герои на добре документирани събития, като хулигани, невежи и нечувствителни към света около тях."[36] През януари 2021 г. Патриция Реджани споделя в интервю, че одобрява избора Лейди Гага да играе ролята ѝ във филма, добавяйки, че „тя е гений“. Няколко месеца по-късно обаче по време на друга своя медийна поява Реджани заявява, че е обидена от липсата на желание от страна на Гага да се срещне с нея. Според Реджани, „не става въпрос за пари..., става въпрос за разум и уважение“. В отговор на изказването ѝ продуцентите потвърждават, че не желаят актрисата да се среща с Реджани и не възнамеряват да „популяризират или изразяват подкрепа към ужасното ѝ престъпление“. Относно истинността на актьорската игра на Лейди Гага от екипа уверяват, че тя е изгледала достатъчно архивни кадри, документални филми и е чела книги за живота на Реджани.